# 텍사스 와일드캐터스
| 헌팅턴 블리자드 텍사스 와일드캐터스 | |
| 콘퍼런스                            | 북부 콘퍼런스 (1997년~2000년) 서부 콘퍼런스 (2003년~2004년) 아메리칸 콘퍼런스 (2004년~2005년) (2006년~2008년)                                                    |
| 디비전                              | 웨스트 디비전 (1993년~1995년) 노스 디비전 (1995년~1997년) 노스웨스트 (1997년~2000년) 센트럴 디비전 (2003년~2004년) 사우스 디비전 (2004년~2005년) (2006년~2008년) |
| 설립연도                            | 1993년 |
| 해체연도                            | 2008년 |
| 역사                                | 헌팅턴 블리자드 (1993년~2000년) 텍사스 와일드캐터스 (2003년~2008년) 온타리오 레인 (2008년~2015년) 맨체스터 모나크스 (2015년~현재)                                |
| 경기장                              | 헌팅턴 시빅 아레나 포드 아레나 |
| 연고지                              | 웨스트버지니아주 헌팅턴 텍사스주 보몬트 |
| 상징색                              | 검정, 금 |
| 구단주                              | |
| 단장                                | |
| 감독                                | |
| NHL 제휴                            | |
| AHL 제휴                            | |
| 정규시즌 우승                       | |
| 콘퍼런스 우승                       | |
| 디비전 우승                         | 1 (2008) |
| 켈리 컵                             | |
| 영구 결번                           | |

헌팅턴 블리자드/텍사스 와일드캐터스(Huntington Blizzard/Texas Wildcatters)는 미국 웨스트버지니아주 헌팅턴/텍사스주 보몬트를 연고지로 하는 1993년부터 2008년까지 ECHL 소속되었던 아이스 하키팀이면, 2005~2006시즌에는 허리케인 리타로 인해 리그에 참가하지 못했다.
2008년 연고지를 캘리포니아주 온타리오 (온타리오 레인)로 이전했다.

## 역대 홈경기장
| 경기장                              | 사용기간      | 수용인원 | 장소                    | 비고 |
| ----------------------------------- | ------------- | -------- | ----------------------- | ---- |
| 헌팅턴 블리자드/텍사스 와일드캐터스 |               |          |                         |      |
| 헌팅턴 시빅 아레나                  | 1993년~2000년 | 7,500명  | 웨스트버지니아주 헌팅턴 | 빈칸 |
| 포드 아레나                         | 2003년~2008년 | 8,200명  | 텍사스주 보몬트         | 빈칸 |